# باتيبارن فيتفون
باتيبارن فيتفون (بالتايلندية: ปฏิภาณ เพชรพูล)‏ (مواليد 25 سبتمبر 1980 في كانتشانابوري) لاعب كرة قدم تايلندي دولي يجيد اللعب في خط الدفاع . يلعب حاليا لصالح نادي بانكوك يونايتد التايلندي منذ 2010 .

## روابط خارجية
- باتيبارن فيتفون على موقع قاعدة بيانات كرة القدم.إي يو (الإنجليزية)
- باتيبارن فيتفون على موقع ناشيونال فوتبول تيمز (الإنجليزية)
- باتيبارن فيتفون على موقع Soccerway.com (الإنجليزية)
- باتيبارن فيتفون على موقع عالم كرة القدم.نت (الإنجليزية)
- باتيبارن فيتفون على موقع كووورة